# دیو دمیلو
دیو دمیلو (انگلیسی: Dave D'Mello؛ زادهٔ ۱۳ ژوئن ۱۹۷۰) موسیقی‌دان اهل بریتانیا است.